# Валакампяйский мост
Валакампяйский мост (лит. Valakampių tiltas или Valakupių tiltas) — автодорожный железобетонный рамный мост через реку Нярис в Вильнюсе, Литва. Соединяет левобережный район Валакампяй (северная часть Антакальниса) с районом Жирмунай на правом берегу. Самый длинный мост в городе (333,5 м).

## Расположение
Мост расположен в створе улицы Карейвю, соединяя её с улицей Оскаро Милашяус. 
Ниже по течению находится мост Шило.

## История
Сооружён в 1972 году (по другим сведениям в 1973 году), реконструировался в 2007 году.
Состоит из шести пролётов. Самый длинный из них в 100 м пролегает над рекой, один пролёт на левом берегу, четыре — на правом. Длина моста составляет 333,5 м, ширина — 23 м.  